# Термальна колона

Приклад термальної колони

Термальна колона або термік — висхідний потік повітря в атмосфері Землі, викликаний нерівномірним нагріванням приземного шару повітря під впливом сонячних променів або інших чинників та є прикладом конвекції. Перш за все такі колони виникають над особливо нагрітими ділянками земної поверхні, менш щільне тепле повітря над якими піднімається угору.
Це явище використовується великими птахами і пілотами планерів як «ліфт», для підняття угору без витрат енергії. Для цього треба знайти в повітрі невидимий струмінь повітря, визначити де у неї центр і почати кружлятися навколо цього невидимого центру.
| Погода | Це незавершена стаття з метеорології. Ви можете допомогти проєкту, виправивши або дописавши її. |